# كيمبلتون (كامبريدجشير)
كيمبلتون (بالإنجليزية: Kimbolton, Cambridgeshire)‏ هي قرية تقع في المملكة المتحدة في إنجلترا. يقدر عدد سكانها بـ 1,103 نسمة .